# Concurs de Castells de Tarragona
Il Concurs de Castells de Tarragona è una competizione castelliera che si svolge durante la prima domenica d'ottobre degli anni pari nella plaça de braus di Tarragona, in Catalogna. È unanimemente riconosciuta come la manifestazione più importante del mondo castelliero. Organizzato una prima volta nel 1932 e ripetuto l'anno seguente, viene in seguito proposto come appuntamento fisso a cadenza biennale. La mancanza di organizzazione nel mondo castelliero dell'epoca fa però interrompere il primo tentativo dopo tre edizioni (1952, 1954 e 1956) e il secondo dopo solo due (1970 e 1972). Dal 1980 diviene finalmente stabile nel calendario della stagione castelliera e si afferma ben presto come l'appuntamento più importante, il clou della stagione. Inizialmente l'iscrizione era aperta a tutte le colle, ma nel 1996, data la crescita del numero di formazioni castelliere, si limitò la partecipazione a 18 colle: le quattro anfitrione (o sia le quattro compagini tarragonesi, Xiquets de Tarragona, Colla Jove dels Xiquets de Tarragona, Xiquets del Serrallo e Castellers de Sant Pere i Sant Pau) più le migliori quattordici delle restanti. Dal 2010 il numero totale delle colle invitate viene portato quattordici. Emblematico il caso dei Minyons de Terrassa, colla di punta da molti anni, che ha sempre rifiutato l'invito per convinzione che la competitività del Concurs sia contraria allo spirito castelliero. A partire dal 1997 le colle escluse, ossia le cosiddette colle da 7, organizzano a Torredembarra, a pochi chilometri da Tarragona, un evento simile, il Concurs de Castells Vila de Torredembarra detto anche el Concur7 giocando sull'assonanza in catalano del finale della parola 'concorsino' col numero sette.